# MSConfig

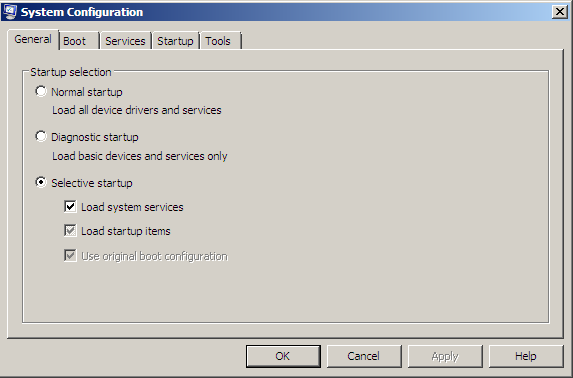

MSConfig는 윈도우 시동 절차의 문제를 해결하는 데 사용하는 유틸리티 소프트웨어이다. 이전에 마이크로소프트 시스템 구성 유틸리티라는 제목으로 사용해오다가 윈도우 비스타부터 단순히 시스템 구성으로 부르고 있다. 이 프로그램은 윈도우 2000을 제외한 윈도우 98 이후의 윈도우 운영 체제에 기본 포함되어 있다. 윈도우 95, 윈도우 2000 사용자들도 이 유틸리티를 다운로드받을 수 있지만 해당 운영 체제를 위해 설계된 것이 아님에 유의할 필요가 있다. MSConfig는 어느 프로그램이 시작 프로그램에서 실행되는지 수정하고 특정한 설정 파일을 편집하며 윈도우 서비스를 통해 제어를 단순화한다. 기본 윈도우 설치의 일부로서 MSConfig는 시작 메뉴나 제어판에 공통적으로 연결되어 있지 않지만 사용자가 관리자 권한을 가지고 있으면 실행 대화 상자에서 'msconfig'라고 입력하여 이를 실행할 수 있게 되어 있다.
윈도우 비스타 이전에, 윈도우 9x 계열 운영 체제에서는 AUTOEXEC.BAT, CONFIG.SYS, WIN.INI, SYSTEM.INI를, 윈도우 비스타 이전의 윈도우 NT 계열 운영 체제에서는 WIN.INI, SYSTEM.INI, BOOT.INI을 편집할 수 있는 기능을 포함하였다. 이러한 파일들을 MSConfig를 사용하여 편집할 때의 이점은 단순한 그래픽 사용자 인터페이스를 사용하여 이러한 파일들과 윈도우 시동 시퀀스와 관련된 윈도우 레지스트리 트리의 섹션을 능숙하게 다룰 수 있다는 점이다.